# Guern
Guern (bretonisch: Gwern) ist eine französische Gemeinde mit 1379 Einwohnern (Stand 1. Januar 2022) im Département Morbihan in der Region Bretagne. Sie gehört zum Gemeindeverband Pontivy Communauté.

## Geographie
Guern liegt im Norden des Départements Morbihan und gehört zum Pays de Pontivy.
Nachbargemeinden sind Séglien im Norden, Malguénac im Nordosten, Le Sourn im Osten, Pluméliau-Bieuzy mit Bieuzy im Südosten, Melrand im Süden, Bubry im Südwesten sowie Locmalo im Nordwesten. 
Der Ort liegt etwas abseits von Straßen für den überregionalen Verkehr. Die wichtigste Straßenverbindung ist die D700/D768 (ehemals Route nationale 168), die mehr als zehn Kilometer östlich der Gemeinde vorbeiführt. Durch den Ort selbst verläuft die D1 von Roudouallec nach Péaule, eine Straßenverbindung quer durchs ganze Département Morbihan. 
Das bedeutendste Gewässer ist der Fluss Sarre, der durch den Westteil der Gemeinde fließt.

## Bevölkerungsentwicklung
| Jahr      | 1962 | 1968 | 1975 | 1982 | 1990 | 1999 | 2006 |
| Einwohner | 1896 | 1670 | 1555 | 1534 | 1409 | 1398 | 1445 |

## Geschichte
Die Gemeinde gehört historisch zur bretonischen Region Bro Gwened (frz. Vannetais) und innerhalb dieser Region zum Gebiet Bro Pondi (frz. Pays de Pontivy) und teilt dessen Geschichte. Von 1793 bis zu dessen Auflösung 1801 gehörte Guern zum Kanton Melrand. Seitdem ist der Ort dem Kanton Pontivy zugeteilt.

## Sehenswürdigkeiten
Siehe auch: Liste der Monuments historiques in Guern
- Dorfkirche  Saint-Pierre et Saint-Paul aus dem Jahr 1788 mit Kultgegenständen aus der Vorgängerkirche aus dem 15. Jahrhundert
- Kapelle Notre-Dame de Quelven aus dem 15. Jahrhundert mit Wurzel-Jesse-Fenster und Christopherusfenster
- Kapelle Saint-Jean aus dem 17. Jahrhundert (teilweise 1585) im gleichnamigen Ort
- weitere alte Kapellen (Saint-Meldéoc in Locmeltro, Saint-Salomon in Saint-Salomon und Saint-Georges in Boderel)
- Herrenhaus von Ménorval aus dem Jahr 1558 in Mané-er-Val
- Haus des Teufels aus dem 17. Jahrhundert in Locmeltro
- Chaumière (strohbedecktes Haus) aus dem Jahr 1639
- Scala Sancta aus dem 18. Jahrhundert
- Brunnen von Quelven
- alter Ofen Four banal aus dem 16. Jahrhundert in Saint-Jean
- dreizehn alte Mühlen (Windmühle in Kerdisson und Wassermühlen in Kerali, Kerhiec, Pont de Quelven, Quillio, Guermeur, Stand Du, Niziau, Spiric, Saint-Jean, Henven, Le Pontou)
- Teufels-Menhir von Kerhiec
- Überreste der Römerstraße Vannes-Carhaix
- 40 km langer Kreuzweg

Quelle:

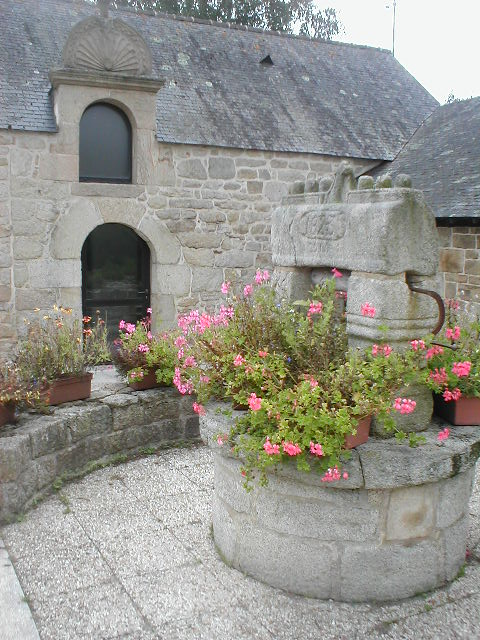
Das Bürgermeisteramt in Guern
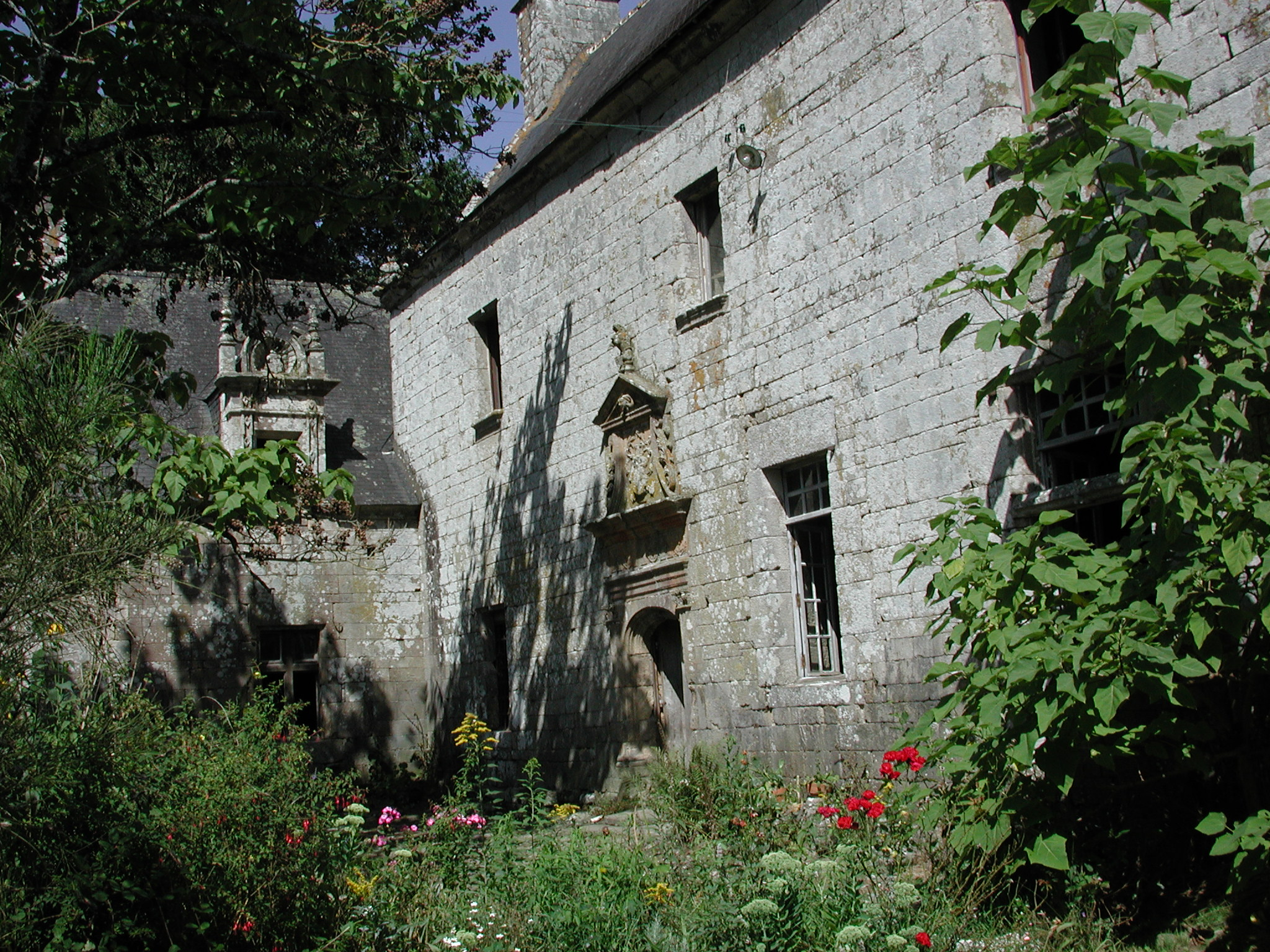
Das Herrenhaus von Menorval
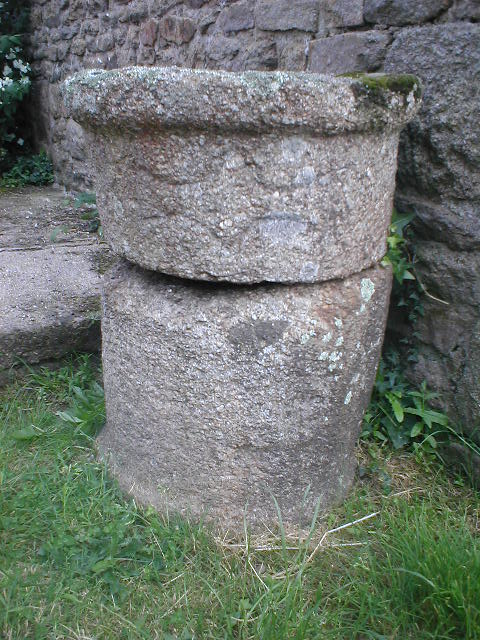
Ansicht vom gallo-römischen Beinhaus in Guern
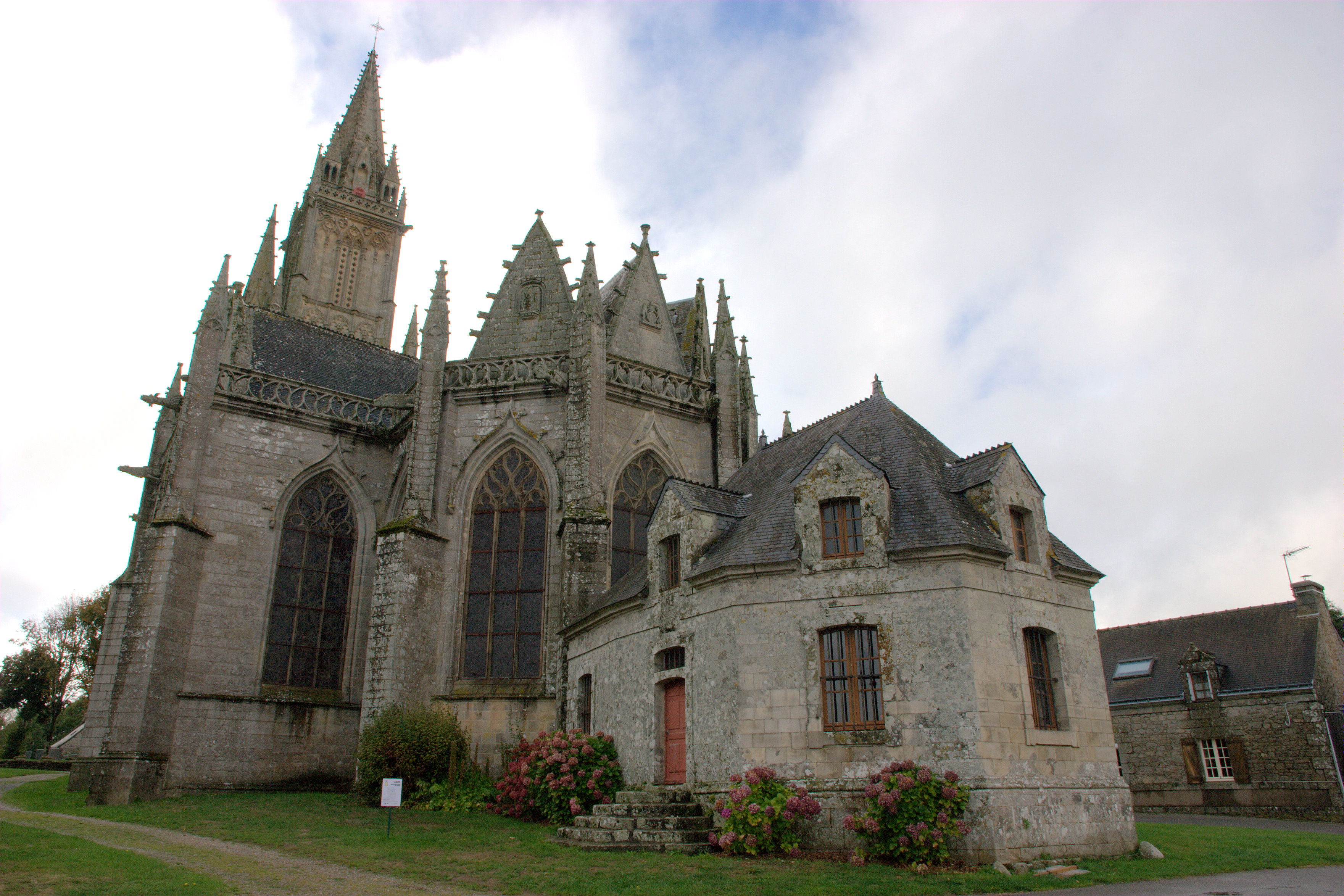
Die Kapelle Notre-Dame in Quelven
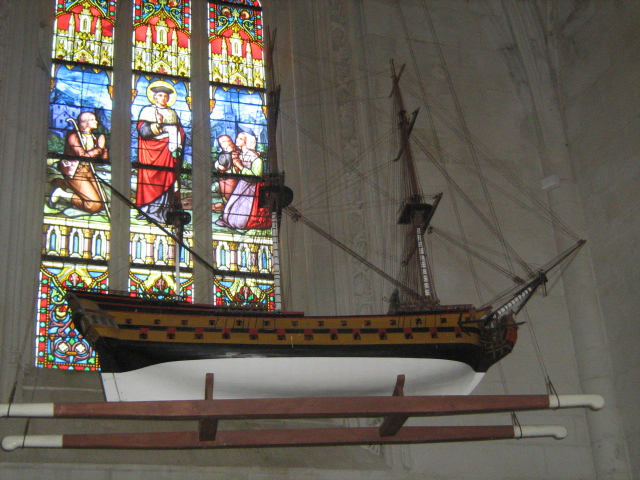
In der Kapelle Notre-Dame in Quelven
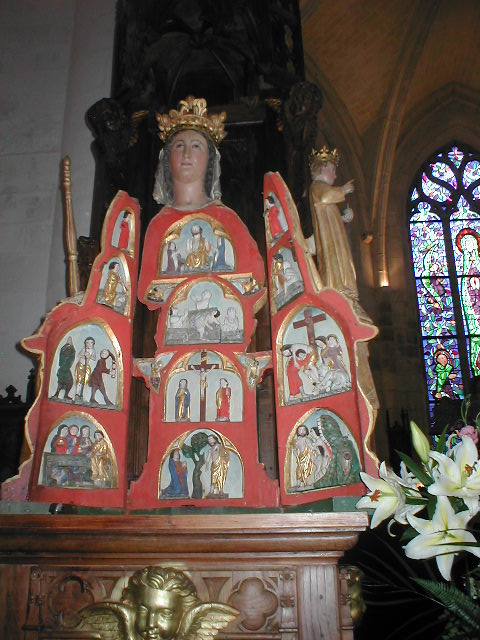
Die Offene Jungfrau in der Kapelle Notre-Dame in Quelven